# VHS (fusil)
Le VHS (en croate : Višenamjenska Hrvatska Strojnica pour Fusil automatique croate multifonctionnel en français) est un fusil d’assaut croate de type bullpup et de calibre 5,56 × 45 mm OTAN, conçu et fabriqué par la compagnie HS Produkt.
Présenté pour la première fois en 2007 dans sa version VHS-D, qui présentait de nombreuses limitations ergonomiques découvertes à la suite d'essais de l'armée croate, le développement a été poursuivi sur fonds propres par HS Produkt afin de s'adapter aux exigences des armées de l'OTAN.
Le VHS-D2 amélioré a été présenté pour la première fois en avril 2013.

## Historique

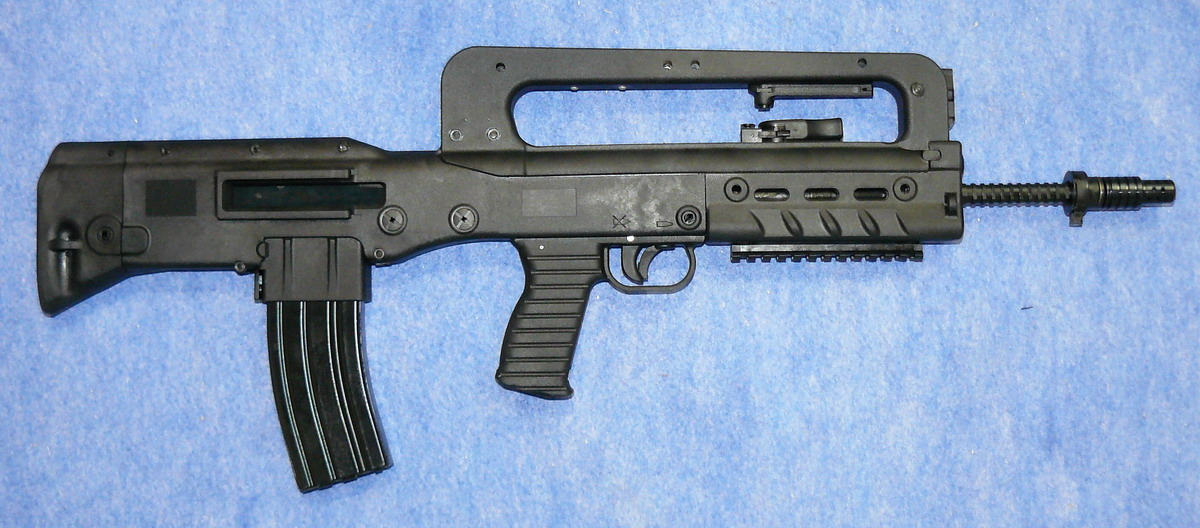
La première version du FA HS VHS s'inspire du FAMAS.

Durant la guerre d'indépendance croate (1991-1995), l'entreprise IM Metal développa un fusil bullpup basé sur le Kalachnikov. Même si cette arme présentait de nombreuses lacunes en raison des conditions précaires de l'industrie nationale croate, elle permit de créer une base de départ qui sera exploitée plus tard,. Plusieurs nouveaux fusils seront présentés dans les années qui suivront, jusqu'à ce que le développement du VHS-D démarre vers l'année 2003. Un premier prototype assez similaire au FAMAS français est présenté en 2005 au ministre croate de la défense de l'époque Berislav Rončević.
Le 19 novembre 2007, le Ministère de la Défense croate commande un lot de 50 fusils afin qu'ils soient testés par le contingent croate alors déployé en Afghanistan au sein de la Force internationale d'assistance et de sécurité (ISAF). À cette époque, le Koweït et le Venezuela se montrèrent intéressés par l'achat du nouveau fusil croate, mais seul le Koweït passa réellement commande.
Le 24 novembre 2008, HS Produkt présente la première version définitive du fusil d'assaut VHS-D, appelé VHS-D2. Les 40 premiers fusils sont testés par l'armée croate pendant l'année 2009. En 2011, une commande de 15,000 VHS-D est livrée à l'armée croate.
En 2015, l'armée croate commande une première tranche de 20,000 VHS-D2 pour remplacer les différents AKM actuellement en service au sein de l’armée. La qualification s'achève au premier semestre 2015 et la livraison est effectuée entièrement à la fin de la même année.
Le VHS-D1 n'est actuellement plus en production.
Attiré par le vaste marché civil américain, HS Produkt s'est associé à Springfield Armory pour importer le VHS aux États-Unis où il est commercialisé sous le nom de Springfield Hellion. Il est également disponible en Europe dans une version civile appelée VHS2-S semi-automatique uniquement.

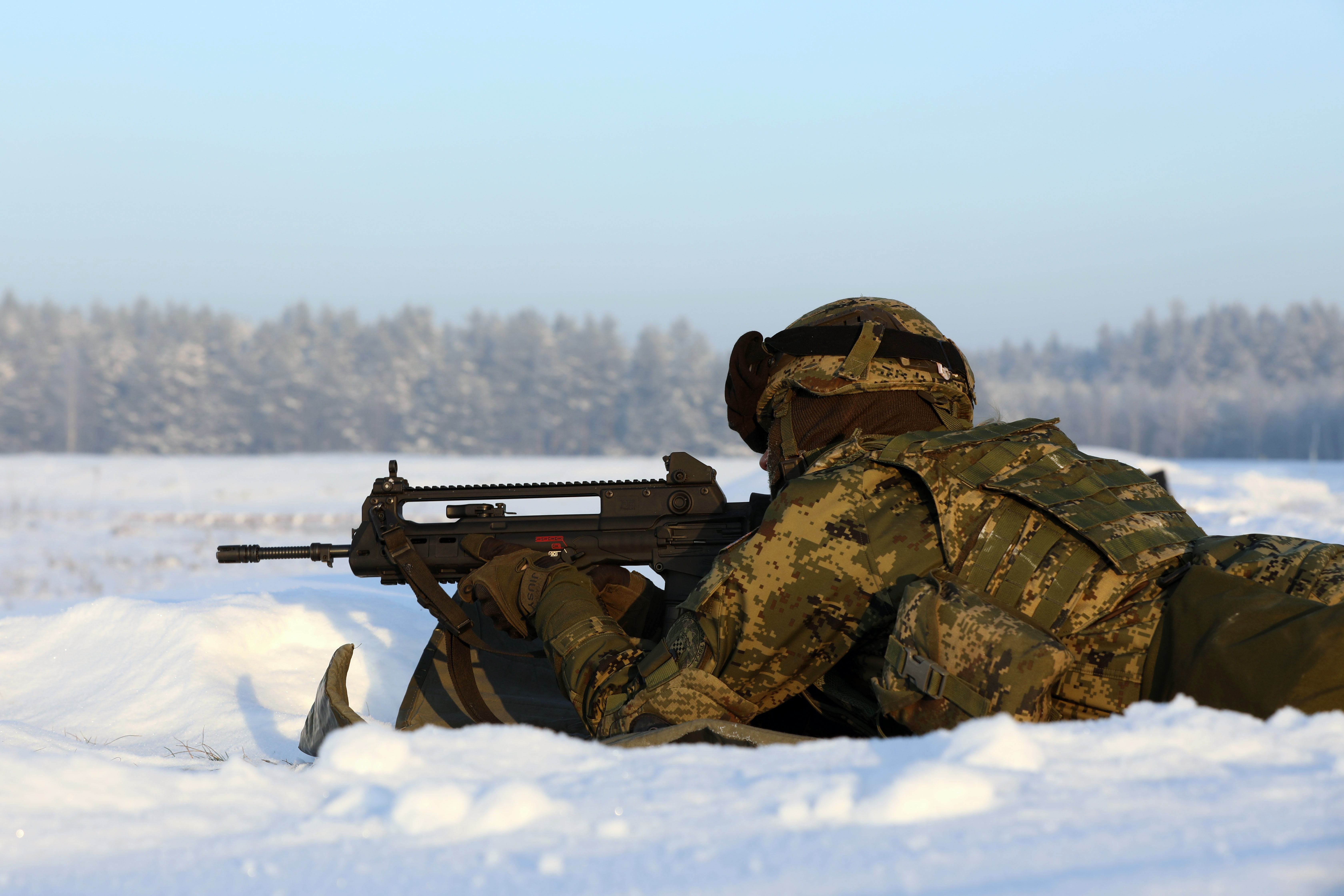
Un soldat croate avec un VHS-D2 en 2021.

## Description
Le VHS-D2 est un fusil d'assaut à l'architecture bullpup, c'est-à-dire que le chargeur et l'ensemble mobile sont logés dans la crosse. Cette caractéristique permet à l'arme de rester très compacte tout en préservant une bonne longueur de canon par rapport à une arme conventionnelle dont la crosse est un espace vide et perdu.
Le VHS-D2 se compose de trois ensembles principaux : la carcasse comprenant le canon, le mécanisme de tir et la poignée-pistolet ; le fût et la poignée garde-main. Les éléments sont assemblés par des vis imperdables permettant un démontage rapide et facile sans risque de perdre des éléments. L'arme fonctionne par emprunt des gaz à piston associé à une culasse rotative à sept pistons, le déverrouillage étant effectué par l'action d'un second piston sur le mécanisme d'emprunt des gaz. Le flux des gaz peut également être ajusté grâce à une bague sur deux positions : sur "N" pour des conditions de tir normales et sur "S" pour limiter l'afflux des gaz en cas d'utilisation d'un modérateur de son.

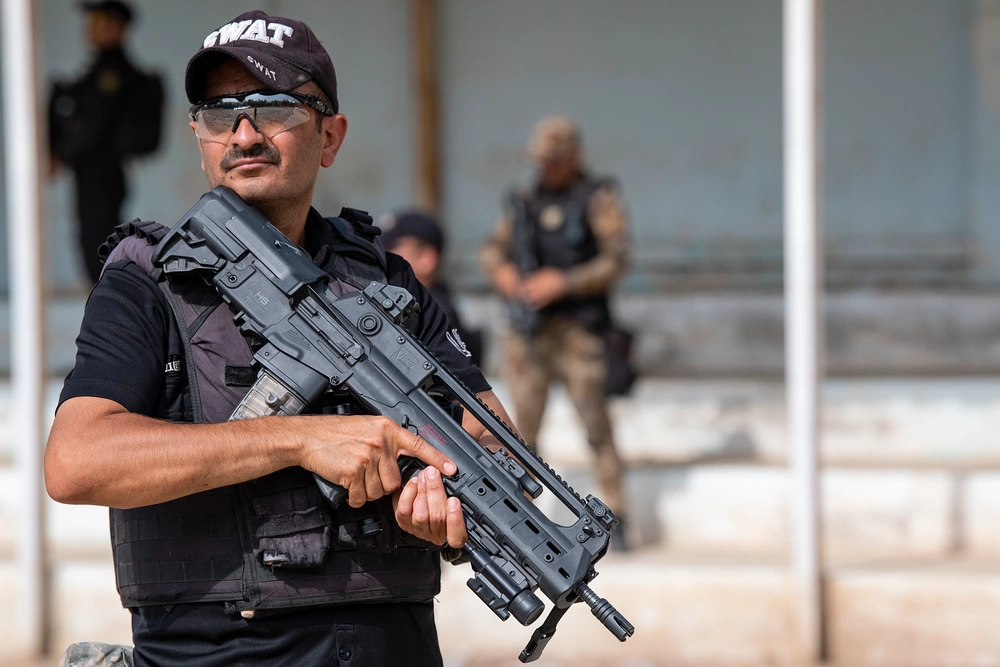
Un policier irakien avec un VHS-D2K.

Contrairement à beaucoup de fusil bullpup, le VHS-2D est très ergonomique : ses commandes sont ambidextres (sélecteur de tir, levier d'armement...), tout comme la fenêtre d'éjection des douilles qui peut être permutée à gauche ou à droite et la crosse est ajustable en longueur et dispose d'un appuie joue réglable faisant également office de déflecteur d'étuis. La modularité passe également par la présence de quatre rails Picatinny (un supérieur, un inférieur et deux latéraux) qui permettent le montage d'optiques de visée, de lampe torche, de viseur laser ou d'une poignée de tir. Le rail supérieur peut également accueillir une poignée de transport avec une optique de visée intégrée. Le VHS-D2 dispose de série d'organes de visée mécaniques installé sur le rail supérieur du fusil et qui sont réglables en élévation et en hausse. Un lance-grenades VHS-BG à rechargement latéral peut être installé sur le rail inférieur avec deux goupilles.
Les rails Picatinny latéraux et inférieur peuvent éventuellement être démontés si le tireur préfère employer son arme en configuration lisse.
Le VHS-D2 se présente en deux versions de longueur de canons : 16 (VHS-D2) et 20 pouces (VHS-K2). Le canon est solidaire de la carcasse et comporte six rayures à droite. Le frein de bouche peut facilement accueillir un silencieux.
L'arme est alimentée par des chargeurs en plastique translucide HS Produkt, mais le couloir d'alimentation peut être remplacé pour permettre l'utilisation de chargeur d'AR-15 standard. Derrière le puits du chargeur se trouve un bouton permettant de relâcher la culasse lorsqu'elle est en position reculée.

## Exportations et évaluations
- Croatie : Fusil d'assaut standard de l'armée croate[7], le VHS est aussi utilisé par la police[11].
- Albanie : Utilisé par la police nationale albanaise[12].
- Bosnie-Herzégovine : Utilisé par les unités spéciales de la police bosnienne.
- Cameroun : Utilisé par l'armée camerounaise[13].
- Irak : HS Produkt livra des VHS-D1 à l'armée irakienne et aux forces kurdes en 2014 pour évaluation. L'année suivante, le gouvernement irakien commanda environ 10.000 exemplaires du VHS-D2. Ces armes ont été utilisées par les hommes de l'Emergency Response Division et des unités spéciales de la police en 2016 lors des combats contre Daesh, notamment lors de la bataille de Mossoul[14] et de Falloujah. En 2018, un document croate révéla que c'est environ 30.000, voire 100.000 fusils qui auraient été livrés[15].
- Mali : Un VHS-D2 utilisé par le Front de libération de l'Azawad[16].
- Syrie : Des VHS-D1 et D2 ont été utilisés en Syrie[17],[18].
- Togo : 3.000 exemplaires achetés par le Togo pour équiper des troupes de maintien de la paix[12].

- États-Unis : 500 VHS-D1 et 250 VHS-D2 achetés pour des évaluations[19].
- France : Pour la compétition visant à doter l'armée française d'un nouveau fusil d'assaut, HS Produkt développa une version spécifique capable d'utiliser les chargeurs du FAMAS et de tirer des grenades à fusil. Le VHS-D2 faisait face aux Beretta ARX-160, FN SCAR-L, le HK416 d'Heckler & Koch et le MCX de SIG. La proposition croate termina deuxième de la compétition derrière le HK416F[20].
- Roumanie : Des discussions eurent lieu pour une éventuelle production sous licence, sans suite[21].

## Culture populaire
Les VHS-D1 et VHS-D2 apparaissent dans plusieurs films et jeux vidéo.
Au cinéma et à la télévision, le VHS-D2 est visible pour la première fois dans Fast and Furious: Hobbs and Shaw sorti en 2019 où il est utilisé par les troupes du principal antagoniste du film. Il apparait ensuite dans Infinite d'Antoine Fuqua sorti en 2021 et la même année dans Black Widow. En 2022, il est visible dans Morbius.
L'apparence futuriste des VHS en font des armes souvent représentées dans les jeux vidéo. Le VHS-D1 apparaît en 2007 dans Crossfire. Ensuite, le VHS-D2 est présent dans le jeu de tir massivement multijoueur Warface (2013), Survarium (2013) et Payday 2 (2013). Il apparaît ensuite dans Far Cry 5 à la suite d'une mise à jour, dans Insurgency: Sandstorm (2018), Far Cry: New Dawn (2019), Ghost Recon Breakpoint (2019), Sniper: Ghost Warrior Contracts 2 (2021), Far Cry 6 (2021) et Call of Duty: Modern Warfare II (2022). Le VHS-D2 apparaît également dans le jeu de tir Trepang2 (2023).